# Anaxagorea prinoides
Anaxagorea prinoides là loài thực vật có hoa thuộc họ Na. Loài này được (Dunal) A.St.-Hil. & A.DC. mô tả khoa học đầu tiên năm 1832.